# Глиненка
Гли́ненка — село в Україні, у Ріпкинській селищній громаді Чернігівського району Чернігівської області. Постійних мешканців у селі 80 осіб станом на 2024 рік. До 2020 орган місцевого самоврядування — Ріпкинська селищна рада.

## Історія
12 червня 2020 року, відповідно до розпорядження Кабінету Міністрів України № 730-р «Про визначення адміністративних центрів та затвердження територій територіальних громад Чернігівської області», увійшло до складу Ріпкинської селищної громади.
19 липня 2020 року, в результаті адміністративно - територіальної реформи та ліквідації Ріпкинського району, село увійшло до складу Чернігівського району Чернігівської області.

## Населення

### Мова
Розподіл населення за рідною мовою за даними перепису 2001 року:
| Мова       | Кількість | Відсоток |
| ---------- | --------- | -------- |
| українська | 123       | 97.62%   |
| російська  | 3         | 2.38%    |
| Усього     | 126       | 100%     |